# Rikke Villadsen
 Der er for få eller ingen kildehenvisninger i denne artikel, hvilket er et problem. Du kan hjælpe ved at angive troværdige kilder til de påstande, som fremføres i artiklen.

Rikke Villadsen (født 1976 i Aarhus) er en dansk tegneserieskaber og forfatter. Hun er uddannet fra Danmarks Designskole i 2008
Villadsen debuterede i 2009 med tegneserien Skægmanden fra Varde i samarbejde med Jens Blendstrup, efterfulgt af Skægmanden i Skærsilden. Begge hæfter var en del af serien 676 fra forlaget Aben Maler. I 2011 udkom hendes første grafiske roman, Ind fra Havet, som efterfulgtes af den surrealistiske queerwestern; Et Knald til i 2014. Samme år udkom også den første af 9 piger i samarbejde med Bjørn Rasmussen. I serien udkom Liftet (2014) og Hesten (2015), der blev samlet i 3 piger (2018). Rikke Villadsen modtog Statens Kunstfonds tre-årigt arbejdslegat i 2015. I 2017 udgav forlaget Basilisk hendes autofiktive børnebog Bennys far kører tog. I 2019 udkom Villadsens tredje grafiske roman, Tatovøren og klitoris på forlaget Fahrenheit. I 2020 tegnede og udgav Villadsen en karantænebog, Tuberculosis 2020.
Flere af Villadsens tegneserier er oversat til bla. spansk, ukrainsk og engelsk. 
Ind fra Havet udkom på Fantagraphics Books i 2019. Siden fulgte COWBOY og The Clitoris.